# Polysyncraton pontoniae
Polysyncraton pontoniae är en sjöpungsart som beskrevs av Monniot 1987. Polysyncraton pontoniae ingår i släktet Polysyncraton och familjen Didemnidae. Inga underarter finns listade i Catalogue of Life.